# Peggy Leads the Way
Peggy Leads the Way è un film muto del 1917 diretto da Lloyd Ingraham.

## Trama
A Felton, in California, H. E. Manners, il proprietario di un piccolo negozio, anche se è una frana con gli affari, è amato da tutti in città. Quando sua figlia Peggy, finiti gli studi, torna a casa, trova la situazione finanziaria del padre al collasso. La ragazza, allora, decide di prendere in mano le redini del negozio. Conosce Clyde, il figlio di Roland Gardiner, un milionario che ha comperato una tenuta lì vicino. I due giovani si innamorano, ma il loro legame incontra l'opposizione di Gardiner,
Una tempesta spazza via tutte le provviste nella tenuta e Gardiner è costretto a ricorrere al negozio di Peggy che, per vendicarsi del disprezzo che l'uomo le ha fino a quel momento dimostrato, gli vende la merce a prezzi scandalosi. Il suo atteggiamento riscuote la simpatia di Gardiner, che ammira il coraggio della ragazza, e le vale il consenso alle nozze con Clyde.

## Produzione
Il film fu prodotto dall'American Film Company.

## Distribuzione
Distribuito dalla Mutual Film, il film uscì nelle sale cinematografiche USA il 29 ottobre 1917. Copia della pellicola è conservata negli archivi dell'UCLA Film and Television Archive.